# 车田正美
車田正美（1953年12月6日—）日本1980年代重要的男性漫畫家，出生於東京都中央區，是《週刊少年Jump》的台柱作者之一。
以希腊神話為故事背景的漫畫作品《聖鬥士星矢》，成為20世紀80年代末火紅的漫畫家。該漫畫在日本廣為人知，更風靡了東南亞和全世界，續篇《聖鬥士星矢 NEXT DIMENSION 冥王神話》現在正在Champion周刊不定期的連載。
根據車田正美官方網站，2024年6月將舉行個人大原畫展。

## 创作履历

### 长篇
《女强风暴》（スケ番あらし）
台灣盜版漫畫時期出版社曾自行將《聖鬥士星矢》與本作穿鑿附會成『魔鈴前傳』。
小咪漫画出版社出版的《龙凤拳王别传》收录了该部漫画以及《真友仁义短篇集》
1974年 - 1975年连载于集英社周刊《少年Jump》
《热拳本色》（リングにかけろ）
又名《龙凤拳王》，《拳王创世纪》，《熱血拳兒》、《铃声响起》
全18冊
1976年 - 1981年连载于集英社周刊《少年Jump》
《风魔小次郎》（风魔の小次郎）
1981年 - 1983年连载于集英社周刊《少年Jump》
《男阪》（男阪）
1984年 - 1985年连载于集英社周刊《少年Jump》
《聖鬥士星矢》（聖闘士星矢）
1985年 - 1990年连载于集英社周刊《少年Jump》
（SilentKnight翔）
1992年连载于集英社周刊《少年Jump》
《钢铁神兵B'TX》(B'TX)
1994年10月 - 1999年12月连载于角川書店月刊《少年ACE》
《熱血拳兒2》
又名《铃声响起2》
26冊
2000年1月 - 2008年11月连载于集英社月刊《SuperJump》

### 短篇
《真友仁义》（真友仁義） 
1978年载于集英社周刊《少年Jump》
《实录！神轮会》（実録！神輪会）
1979年 - 1983年间不定期载于集英社周刊《少年Jump》
《雷鳴ZAJI》（雷鳴のザジ）
1982年 - 1998年间不定期载于集英社周刊《少年Jump》
《青鸟的神话》（青い鳥の神話）
1991年连载于集英社周刊《少年Jump SS》
《茜色的风》（あかね色の風）
1993年 - 1994年连载于集英社月刊《Super Jump》
《EVIL CRUSHER魔矢》（EVIL CRUSHER魔矢）
1996年载于史克威尔艾尼克斯月刊《少年GANGAN》
《聖鬥士星矢天界篇序章introduction》
2004年载于《星矢原画集宙（SORA）》

## 作品动画化的状况

### 聖鬥士星矢(東映)
TV（全114话）1986年10月11日～1989年4月1日

#### 剧场版
- 黄金苹果 1987年7月18日公映
- 神与神的熱战 1988年3月12日公映
- 真红少年传说 1988年7月23日公映
- 最终圣战的战士们 1989年3月18日公映
- 天界篇序章~overture~ 2004年2月14日公映

#### OVA
- 冥王Hades黄金十二宫篇（共13集）2003年1月25日～2003年7月25日
- 冥王Hades冥界篇（共6集）2005年
- 冥王Hades冥界篇·后篇（共6集）2006年
- 冥王Hades极乐净土篇（共6集） 2008年

### 风魔小次郎

#### OVA（全13话）
- 夜叉篇（6话）1989年6月1日～1989年8月2日
- 圣剑战争篇（6话）1990年9月21日～1990年12月1日
- 反乱篇 1992年12月21日

### B'tx（鋼鐵神兵）

#### TV（全25话）
- 1996年4月6日～1996年9月21日

#### OVA
- B'tx NEO（全14话）1997年8月21日～1998年1月21日

### 鈴聲響起（拳王創世紀（熱拳本色））

#### OVA
- 2003年10月3日

#### TV（全12话）
- 2004年10月7日～2004年12月22日

## 外部連結
- （日語）車田正美公式HP （页面存档备份，存于）
- （日語）
- （日語）Amazon.co.jp: 車田 正美: 本
- 博客來網路書店 - 目前您搜尋的關鍵字為: 車田正美 （页面存档备份，存于）